# Rhitymna plana
Rhitymna plana là một loài nhện trong họ Sparassidae.
Loài này thuộc chi Rhitymna. Rhitymna plana được Peter Jäger miêu tả năm 2003.